# (2979) Мурманск
(2979) Мурманск (лат. Murmansk) — типичный астероид главного пояса, открыт 2 октября 1978 года советским астрономом Людмилой Журавлёвой в Крымской астрофизической обсерватории и 13 июля 1984 года назван в честь города Мурманска.

## Обнаружение и именование
(2979) Мурманск
Открыт 2 октября 1978 года в Научном Л. В. Журавлёвой.
Назван в честь знаменитого арктического морского порта.
Оригинальный текст (англ.)2979 Murmansk
Discovered 1978-10-02 by Zhuravleva, L. at Nauchnyj.
Named for the famous Arctic seaport.
Источники: DISCOVERY.DB; M.P.C. 8914.

## Орбита

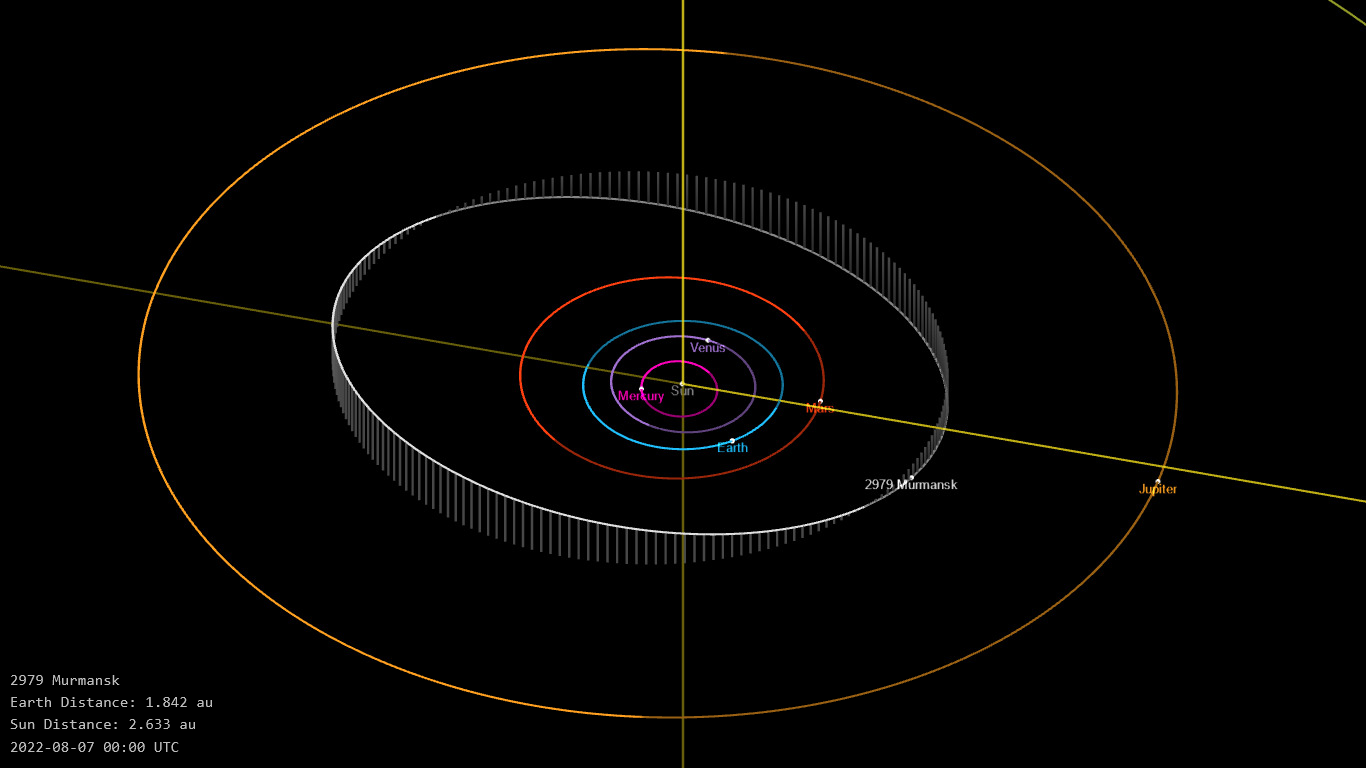
Орбита астероида Мурманск и его положение в Солнечной системе

## Физические характеристики
Астероид относится к таксономическому классу C.
По результатам наблюдений в видимом и ближнем инфракрасном диапазоне космического телескопа NEOWISE и наблюдений в инфракрасном диапазоне спутника Akari диаметр астероида оценивался равным 18,509±0,356 км, 22,15±0,52 км, 20,56±0,29 км, 23,72±7,84 км и 24,05±6,64 км. Согласно тем же источникам альбедо оценивается как 0,1112±0,0334, 0,053±0,003, 0,050±0,007, 0,02±0,03, 0,111±0,033 и 0,036±0,022.